# قائمة وزراء الدولة لشؤون تعزيز النزاهة (الكويت)
منصب وزير الدولة لشؤون تعزيز النزاهة هو أحد المناصب الوزارية في دولة الكويت، تم أستحداث المنصب 2 مارس 2021 عندما تم تشكيل الحكومة في نفس اليوم برئاسة الشيخ صباح الخالد الحمد الصباح وألغي المنصب في 9 أبريل 2023 بعد تشكيل الحكومة برئاسة الشيخ أحمد نواف الأحمد الصباح في نفس اليوم.

## وزراء الدولة لشؤون تعزيز النزاهة

### وزراء الدولة لشؤون تعزيز النزاهة من 2 مارس 2021 حتى 9 أبريل 2023
|   | الأسم                 | بداية الفترة   | نهاية الفترة   |
| - | --------------------- | -------------- | -------------- |
| 1 | عبدالله يوسف الرومي   | 2 مارس 2021    | 28 ديسمبر 2021 |
| 2 | جمال هاضل الجلاوي     | 28 ديسمبر 2021 | 5 أكتوبر 2022  |
| 3 | عبدالعزيز ماجد الماجد | 16 أكتوبر 2022 | 9 أبريل 2023   |